# Sparegrisens filmrevy nr. 8
Sparegrisens filmrevy nr. 8 er en dansk filmrevy fra 1958 produceret af Laterna film og med Tue Ritzau som redaktør.

## Handling
1) På Strandmarksskolen bygges der joller. De døbes og så er der konkurrencesejlads i optimistjoller. Vinderen modtager en pokal, som er skænket af Paul Elvstrøm.

2) Fiskeri i det Indiske Ocean.

3) Lidt om bier.

4) Vikinger gør strandhugst i F.D.F.-lejren Klintebjerg.